# Poudretteit
Poudretteit – bardzo rzadki minerał z gromady spodumenów z rodzaju krzemianów pierścieniowych. Po raz pierwszy został odkryty w 1965 roku w kamieniołomie Poudrette w Mont Saint-Hilaire w Quebecu. Odnaleziono wówczas 7 kryształów, a sam minerał został zatwierdzony dopiero w 1986 roku. Nazwa pochodzi od rodziny Poudrette, będącej właścicielem tego kamieniołomu.

## Właściwości
Zabarwienie wywołane jest obecnością manganu. Nie wykazuje fluorescencji w świetle UV. Ma silny pleochroizm fioletowo-różowy/bezbarwny do brązowawego. Krystalizuje w układzie heksagonalnym oraz wykształca kryształy pryzmatyczne bądź dwupiramidalne.

## Występowanie i miejsce występowania
Jest zwykle związany ze złożami pegmatytów, występuje szczególnie w pegmatytach bogatych w lit, często współwystępuje z spodumenem, berylem, turmalinem czy lepidolitem. Wykształca się również w marmurowym ksenolicie zawartym w sjenicie nefelinowym. Niektórym okazom towarzyszy flogopit oraz johachidolit. Okazom kanadyjskim towarzyszą apofylity, pektolit, kwarc i egiryn.
Poza Kanadą został znaleziony także w regionie Mandalaj w Birmie oraz  na Madagaskarze i w Afganistanie.

## Galeria

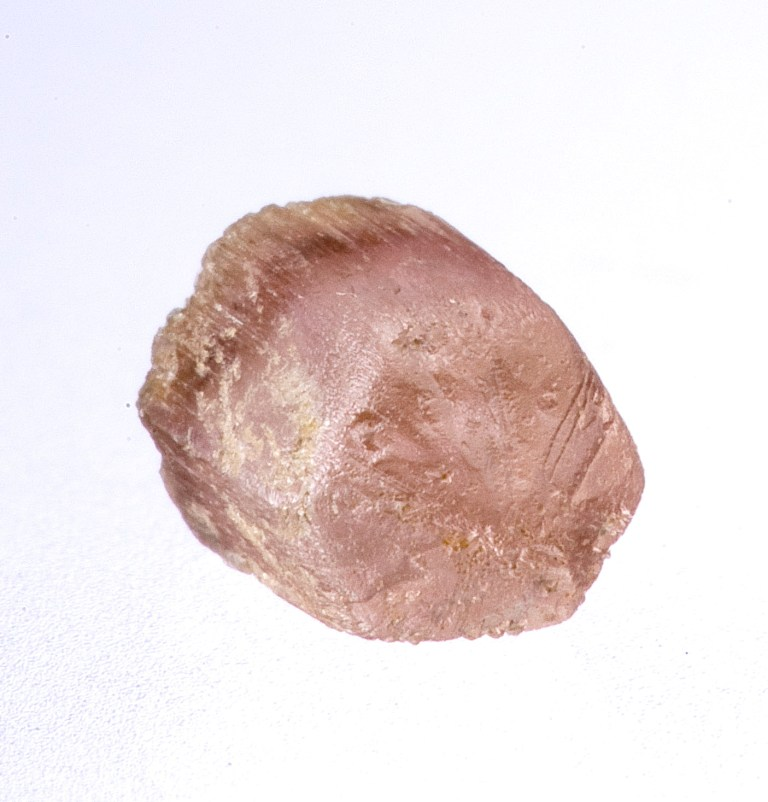
Różowy okaz z Birmy
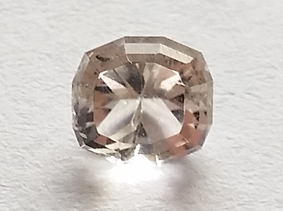
Szlifowany okaz z Mogoku